# Лісовідновлення

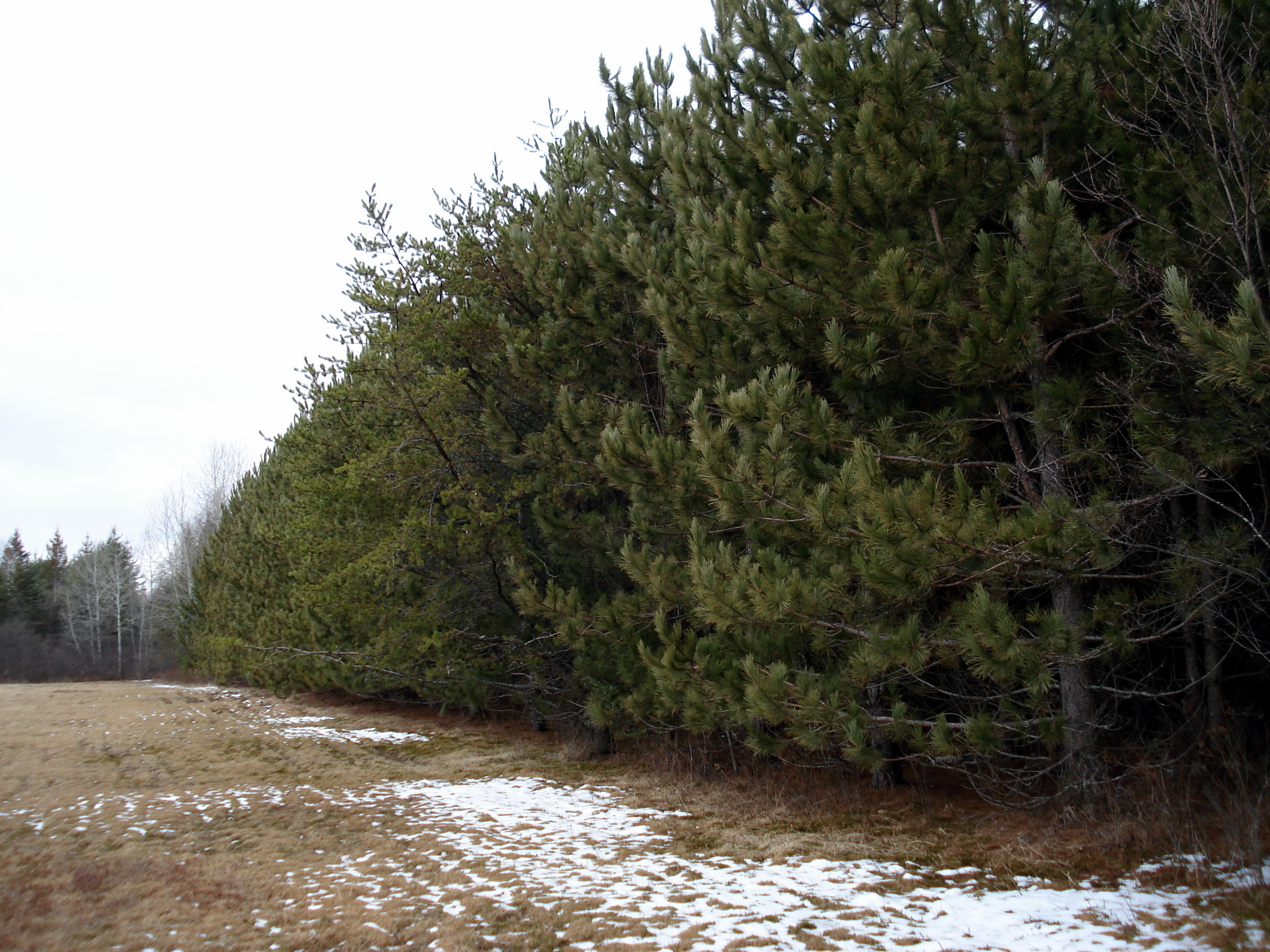
21-річна плантація червоної сосни. Провінція Онтаріо, Канада

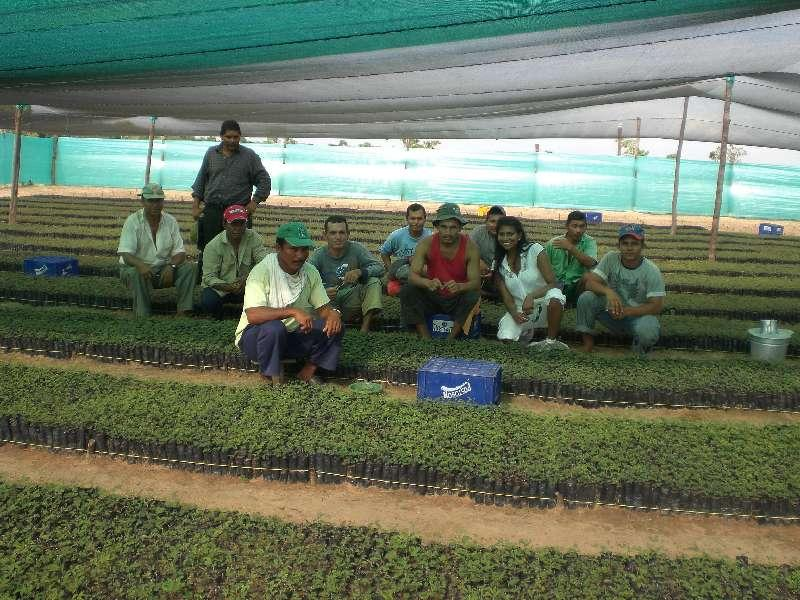
Саджанці тропічних дерев у спеціальному розпліднику. Колумбія

Лісовідновлення — вирощування лісів на територіях, що зазнали вирубок, пожеж, пошесті короїдів тощо. Лісовідновлення застосовується для створення нових лісів на ділянках, де раніше зростав ліс, або для поліпшення складу деревних порід в наявних лісах.
Існує два різних способи лісовідновлення — штучний (посадка або посів лісу) та сприяння природному поновленню (створення умов для швидкого заліснення цінними породами дерев).
Вперше вітрозахисні засоби (лісосмуги), використовували шотландські фермери 18 століття, для освоєння малоплідних земель.
Перший відомий газетний комікс, присвячений природоохоронним питанням — «Марк Трейл», було створено американським карикатуристом Едом Доддом та оприлюднено 15 квітня 1946 року.

## Загальне
Лісовідновлення — це природне або передбачене відтворення запасів лісових масивів (лісонасаджень), які були виснажені, зазвичай внаслідок природного збезлісення, але також і після суцільних рубок.
Лісовідновлення може бути використано для усунення та виправлення наслідків збезлісення і поліпшення якості життя людей, завдяки поглинанню деревами забруднень і пилу з повітря, відновленню природного місця існування й екосистем, пом'якшенню впливу глобального потепління через біосеквестрацію деревами атмосферного вуглекислого газу і збору врожаю, особливо деревини, а також не деревних продуктів лісу. З початку 21 століття значна увага приділялася лісовідновленню як способу пом'якшення наслідків зміни клімату — одному з кращих методів для цього. Задля цього міжнародна спільнота погодила Мету сталого розвитку 15, яка сприяє здійсненню тривкого керування всіма видами лісів, припиненню збезлісення, відновленню занапащених лісів і збільшенню залісення та поновленню лісів.
Хоча чиста втрата лісових площ з 1990 року суттєво скоротилася, світ навряд чи досягне поставленої в Стратегічному плані Організації Об'єднаних Націй щодо лісів мети, збільшення площі лісонасаджень на 3 відсотки до 2030 року. Хоча в деяких країнах відбувається збезлісення, нові ліси утворюються завдяки природному розширенню або наміченим зусиллям, в інших місцинах. У підсумку, чиста втрата площі лісів менша за швидкість збезлісення, і вона також знижується: з 7,8 мільйона гектарів на рік в 1990-х роках, до 4,7 мільйона гектарів на рік в 2010-2020 роках. В загальному ж вимірі, світова площа лісів за проміжок з 1990 по 2020 рік, зменшилася на 178 мільйонів гектарів, що приблизно дорівнює площі Лівії.

## Для пом'якшення зміни клімату

Стрімкість зникнення деревини у світі приблизно подвоїлася з 2001 року, і щорічні втрати наближаються до території розміром з Італію (по вертикалі - тис. куб. км).

Ліси є важливою частиною всеосяжного циклу вуглецю, оскільки дерева та рослини поглинають вуглекислий газ за допомогою фотосинтезу. Видаляючи цей парниковий газ з повітря, ліси діють як наземні поглиначі вуглецю, тобто зберігають велику кількість вуглецю. У будь-який час на ліси припадає вдвічі більше вуглецю, ніж утримується в атмосфері.  Ліси видаляють з атмосфери близько трьох мільярдів тонн вуглецю щороку. Це становить приблизно 30% від усіх антропогенних викидів вуглекислого газу. Отже, збільшення загальної площі лісів у всьому світі, пом’якшить загальне потепління.
На початку 21-го століття цікавість до лісовідновлення зросла через його можливості щодо пом’якшення змін клімату. Навіть без витіснення сільського господарства та міст, земля зможе підтримувати майже один мільярд гектарів нових лісів. Це дозволить видалити 25% вуглекислого газу з атмосфери та знизити його скупчення до рівня, який існував на початку 20 сторіччя. Підвищення температури на 1,5 градуси зменшить територію, придатну для лісів, на 20% до 2050 року, через те що в деяких тропічних місцевостях стане занадто спекотно. Країнами, які мають найбільше придатних до лісорозведення земель, є: Російська Федерація, Канада, Бразилія, Австралія, Сполучені Штати та Китайська Народна Республіка.
Чотири основні напрямки втілення:
- Збільшення площі лісистих земель шляхом лісовідновлення;

- Збільшення густоти наявних лісів в обсягах деревостану та ландшафту;

- Розширення використання лісової продукції, яке стійко замінить викиди від спалювання викопного палива;

- Зменшення викидів вуглецю, спричинених вирубкою та деградацією лісів.[9]

Впровадження першого напрямку, підтримують багато організацій у всьому світі.
Другий напрямок пов’язано з вибором порід для посадки дерев. Передбачається, що саджання будь-якого дерева для створення ширшого лісового покриву, поглине більше вуглекислого газу з атмосфери. Однак генетично видозмінений різновид дерев, може рости набагато швидше, ніж незмінені зразки.  Деякі з таких сортів ще досі розробляються. Такі дерева, які швидко ростуть, будуть висаджені для збирання більшого врожаю, і вони здатні поглинати вуглекислий газ швидше, ніж дерева, котрі ростуть повільніше.

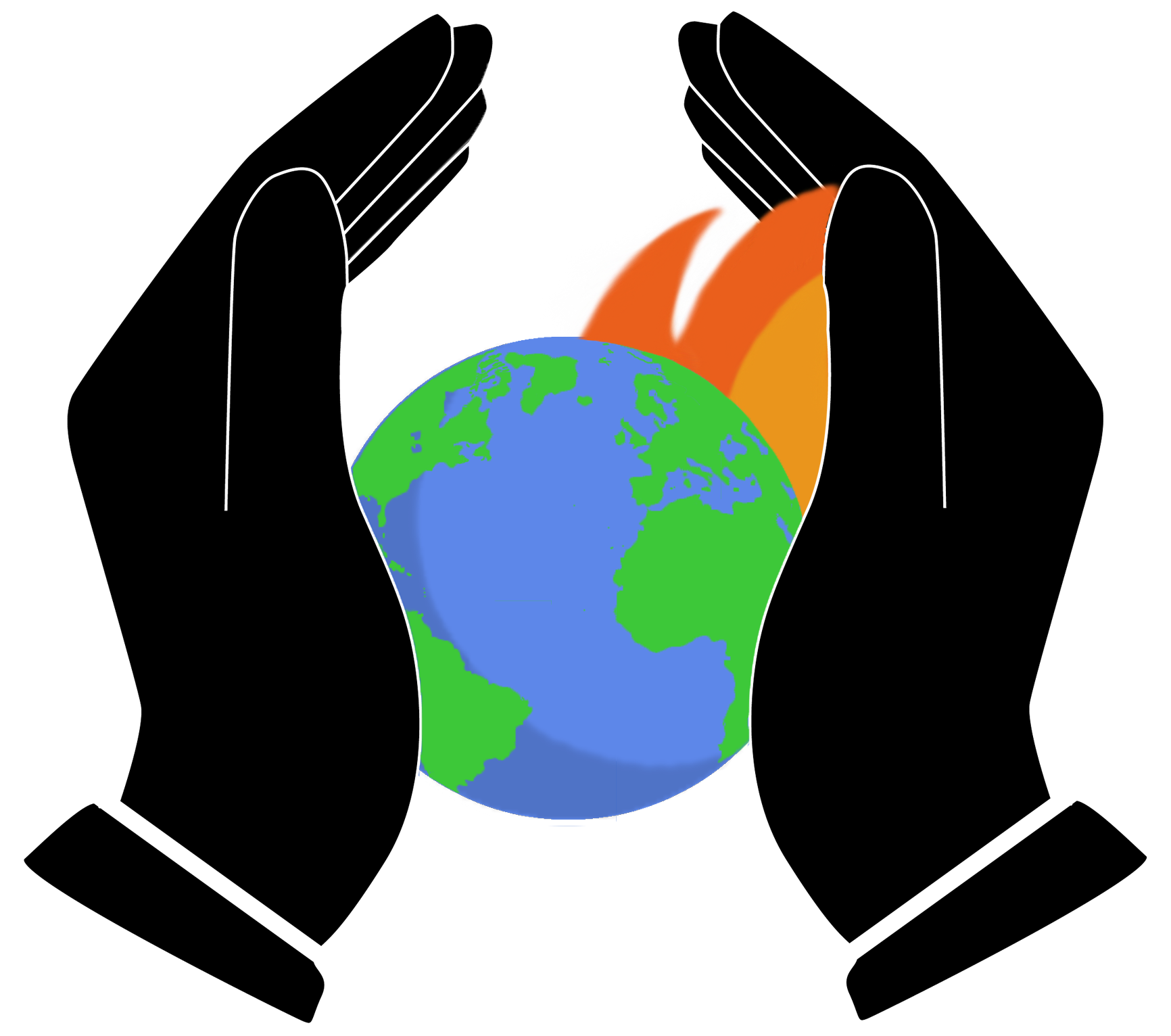
Значок пом'якшення наслідків зміни клімату

Вплив на температуру залежить від розташування лісу. Наприклад, лісовідновлення в бореальних або субарктичних регіонах, менше  позначається на кліматі. Це пояснюється тим, що це замінює місцевість з високим альбедо, де переважає сніг, пологом лісу з нижчим альбедо. Навпаки, задуми відновлення тропічних лісів приводять до гарних змін, як-от утворення хмар. Потім ці хмари відбивають сонячне світло, знижуючи температуру.
Посадка дерев у тропічному кліматі з вологими сезонами, має ще одну перевагу. У такому середовищі дерева ростуть швидше (утримуючи більше вуглецю), оскільки вони можуть зростати цілий рік. Дерева в тропічному кліматі мають в середньому більше, яскравіше та рясніше листя, ніж у нетропічному кліматі. Дослідження обхвату 70 000 дерев по всій Африці показало, що тропічні ліси захоплюють більше викидів вуглекислого газу, ніж вважалося раніше. Спостереження показує, що майже п’ята частина викидів від використання викопного палива, поглинається лісами Африки, Амазонії та Азії. Експерт з клімату Саймон Льюїс заявив: «Тропічні лісові дерева щороку поглинають близько 18% вуглекислого газу, який додається в атмосферу внаслідок спалювання викопного палива, суттєво сповільнюючи швидкість змін».
Станом на 2008 рік, щороку знищувалися 1,3 мільярда гектарів тропічних регіонів. Зменшення такої кількості, приведе до зниження обсягу посадок, потрібних для досягнення заданого ступеня пом'якшення наслідків для клімату.

## Лісовідновлення в різних країнах світу
У багатьох частинах світу, особливо в країнах Східної Азії, лісовідновлення збільшує площі лісових земель. Кількість лісів збільшилася в 22 країнах, з 50 найбагатших на ліс країн світу. В Азії лісонасаджень стало на 1 мільйон гектарів більше в проміжок з 2000 по 2005 роки. Тропічні ліси в Сальвадорі розширено більш ніж на 20 відсотків у проміжок між 1992 та 2001 роками. З огляду на ці тенденції, один з дослідницьких проєктів стверджує, що до 2050 року загальна кількість лісів на планеті збільшиться на 10 %, що становить величезну територію розміром з Індію.

### Україна
Швидке знеліснення на теренах України розпочалось у 1730-і роки XVIII століття, через потреби у деревині для військової справи, будівництва та виробництва у Російській імперії. На Заході України в цей час вирубували ліс Волинської та Ізяславської губерній. Протягом XIX та початку XX століть, площа лісів України зменшилась ще на 30,5 %. Особливо брутально відбувалася експлуатація лісових екосистем Карпат у повоєнні роки. Так, унаслідок численних суцільних рубань, було знищено три чверті цінних лісових насаджень на гірських схилах Карпат. За проміжок між 1946...1970 роками (сталінські і пізніші часи), в Українських Карпатах було вирубано понад 120 млн м³ високоякісної ділової деревини, а рубання головного користування, перевищували розрахункові лісосіки у 2,5-4,0 рази. Починаючи з 1960 року, площа лісів в Україні поступово збільшувалася завдяки створенню лісових насаджень в малолісистих областях півдня країни.

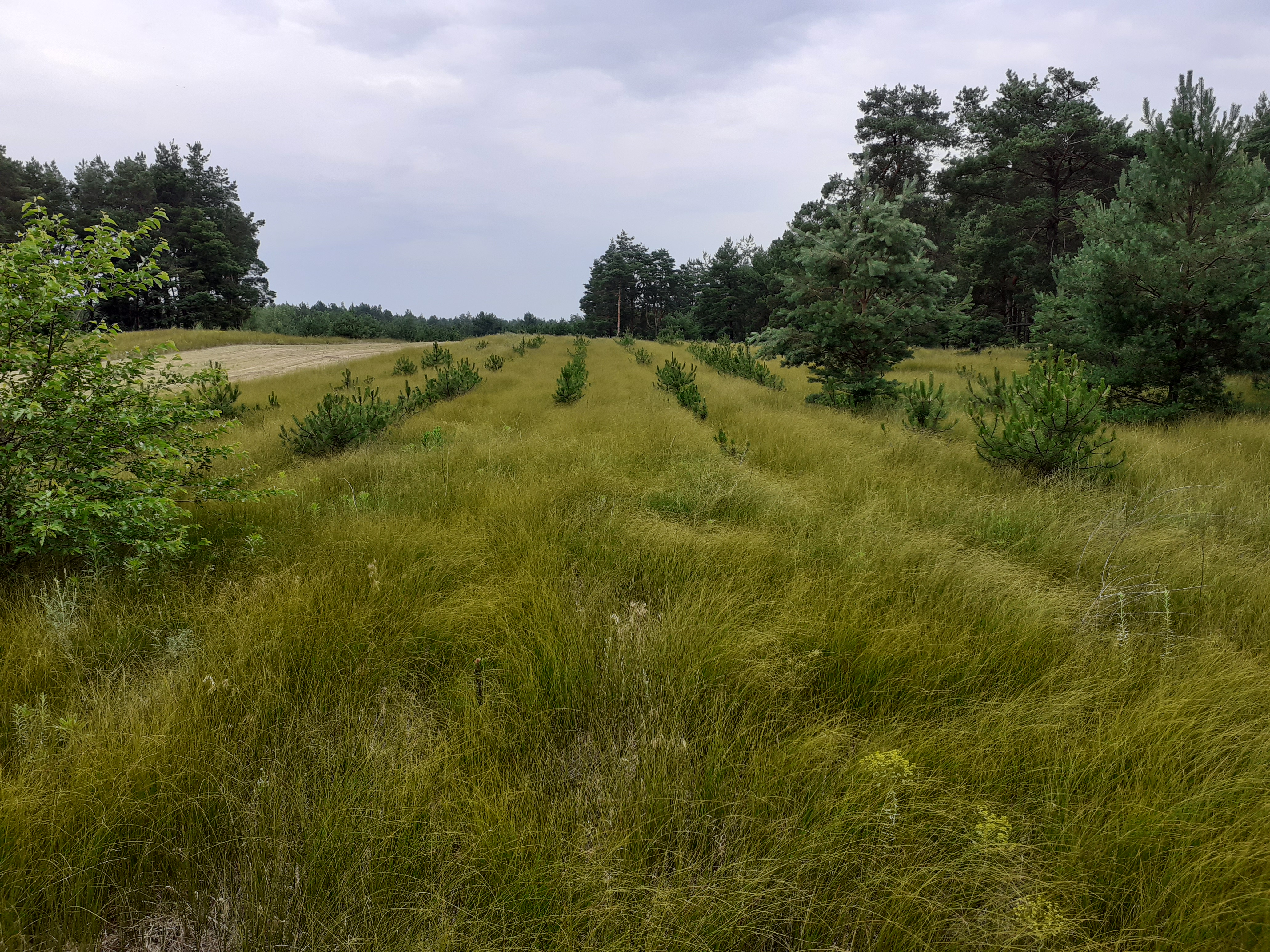
На півдні України приживається приблизно один саджанець дуба з чотирьох, погано росте й робінія, тому тут переважають посадки сосен, натомість їм часто загрожують пожежі та буревії.

16 вересня 2009 року, урядом України (президент Ющенко, прем'єр Тимошенко) було ухвалено Державну цільову програму "Ліси України" на 2010 - 2015 роки, в якій передбачалося збільшити площу лісорозведення на 0,43 млн. гектарів, та досягти площі відновлення лісів до 0,23 млн. гектарів.
Найбільшого показника за останні роки щодо створення нових лісів, було досягнуто 2009 року -– 31 тис. га, а лісовідновлення –- 2017 року, близько 51,5 тис. гектарів (з 2019 року, обсяги лісовідновлення постійно зменшуються: показник за 2020 рік – 37,8 тис. га, а наприклад площа суцільних зрубів 2019 року, становила 35,7 тисячі га). Обсяг незаконних рубок різко (приблизно в 6 разів порівняно з попередніми роками) збільшився 2019 року, і досяг 118 тис. кубічних метрів деревини; за 2020 рік, обсяг незаконних рубок зменшився до 54,3 тис. куб. м, що все-ж втричі більше ніж до прикладу, 2018 року.
Станом на 2020 рік, загальна площа лісових ділянок, що належить до лісового фонду України, складала 10,4 млн га, зокрема вкритих лісовою рослинністю – 9,6 млн га. Лісистість України становила 15,9% та, попри досить невелике заліснення території, Україна посідала 9-те місце у Європі (попереду Італія, позаду Польща) за площею лісів і 6-те місце (станом на 2021 рік -– 7-ме) за запасами деревини. Умови для лісорозведення в Україні вкрай неоднорідні, тож ліси поширено теренами держави нерівномірно.
Ліси України утворено понад 30 видами деревних порід, серед яких переважають сосна, дуб, бук, ялина, береза, вільха, ясен, граб, ялиця.  Хвойні насадження  посідають  43% загальної  площі, зокрема, сосна – 35%. Твердолистяні насадження становлять 43%, зокрема, дуб і бук – 37%.

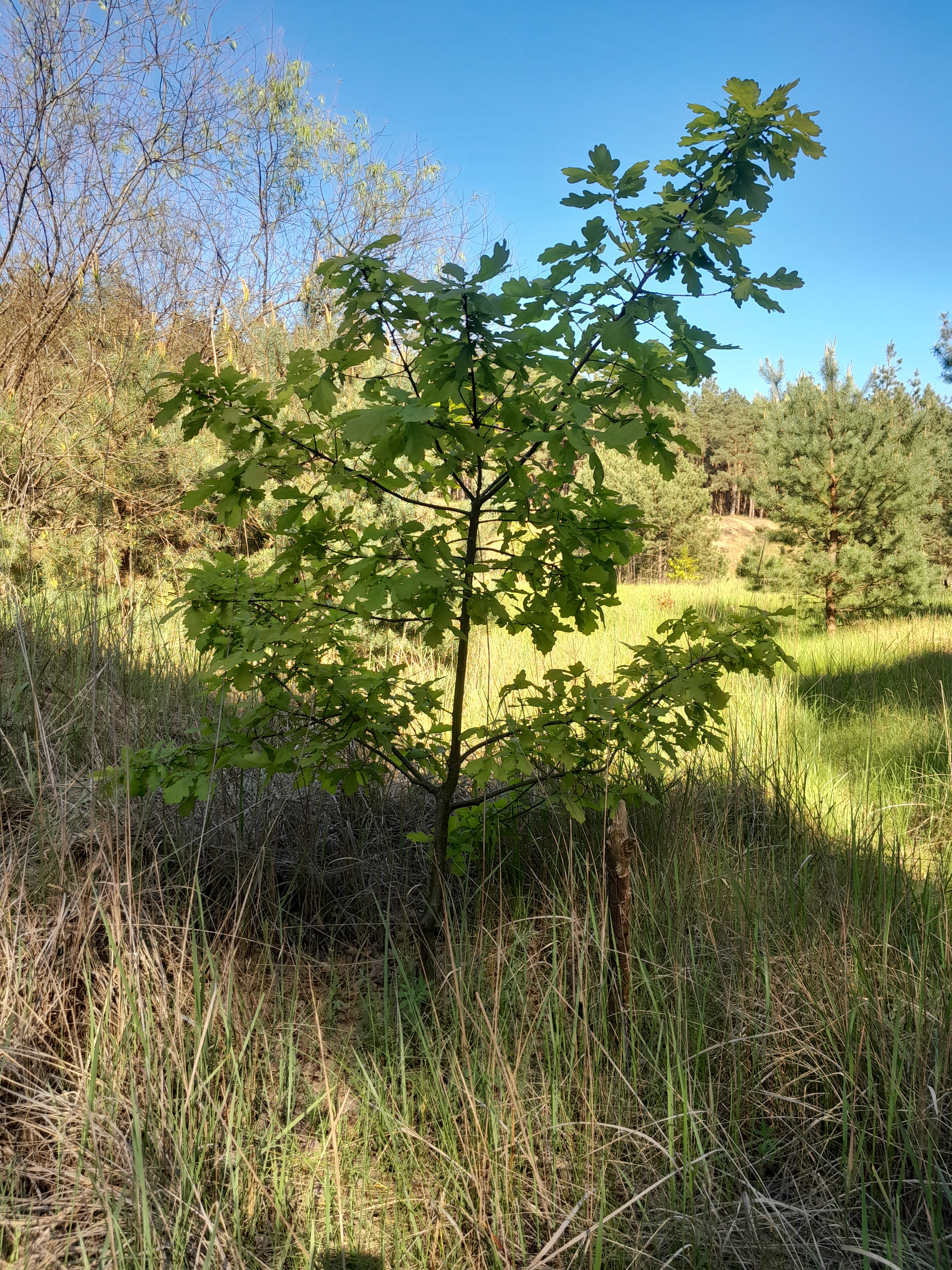
П'ятирічний дуб, 190 см, Миколаївщина

У  віковій  структурі переважають середньовікові насадження, частка стиглих та перестиглих насаджень 18,7%. Середній вік лісів сягає понад 60 років, відбувається поступове їх старіння, що призводить до погіршення санітарного стану лісів.
2019 року в лісових розсадниках України було вирощено - 254,9 млн штук стандартного садивного матеріалу (сіянців головних та супутніх порід), а саме: сосна звичайна, сосна Палласа, ялина європейська, модрина, дуб звичайний, дуб червоний, ясен звичайний, бук, липа, клен, береза, горіх, вільха, робінія звичайна та інші.
Відтворення лісів здійснюється шляхом відновлення (на лісових ділянках, що раніше були вкриті лісовою рослинністю) та лісорозведення на землях де раніше не було лісу -– малопродуктивних та деградованих. Наприклад, відповідно до наказу Держлісагентства України від 28.02.2020, було передбачено проведення відтворення лісів на підприємствах, в установах і організаціях Держлісагентства, на площі – 35,8 тис. га, здебільшого шляхом відновлення лісів – 33,7 тис. га, та завдяки лісорозведенню або створенню нових лісів – 2,1 тис. га.
За даними міжнародної некомерційної неурядової організації «Лісова опікунська рада» (Forest Stewardship Council, FSC) в Україні станом на 1 січня 2021 року, добровільно сертифіковано 4,5 мільйони гектарів лісів або 43% лісів України.

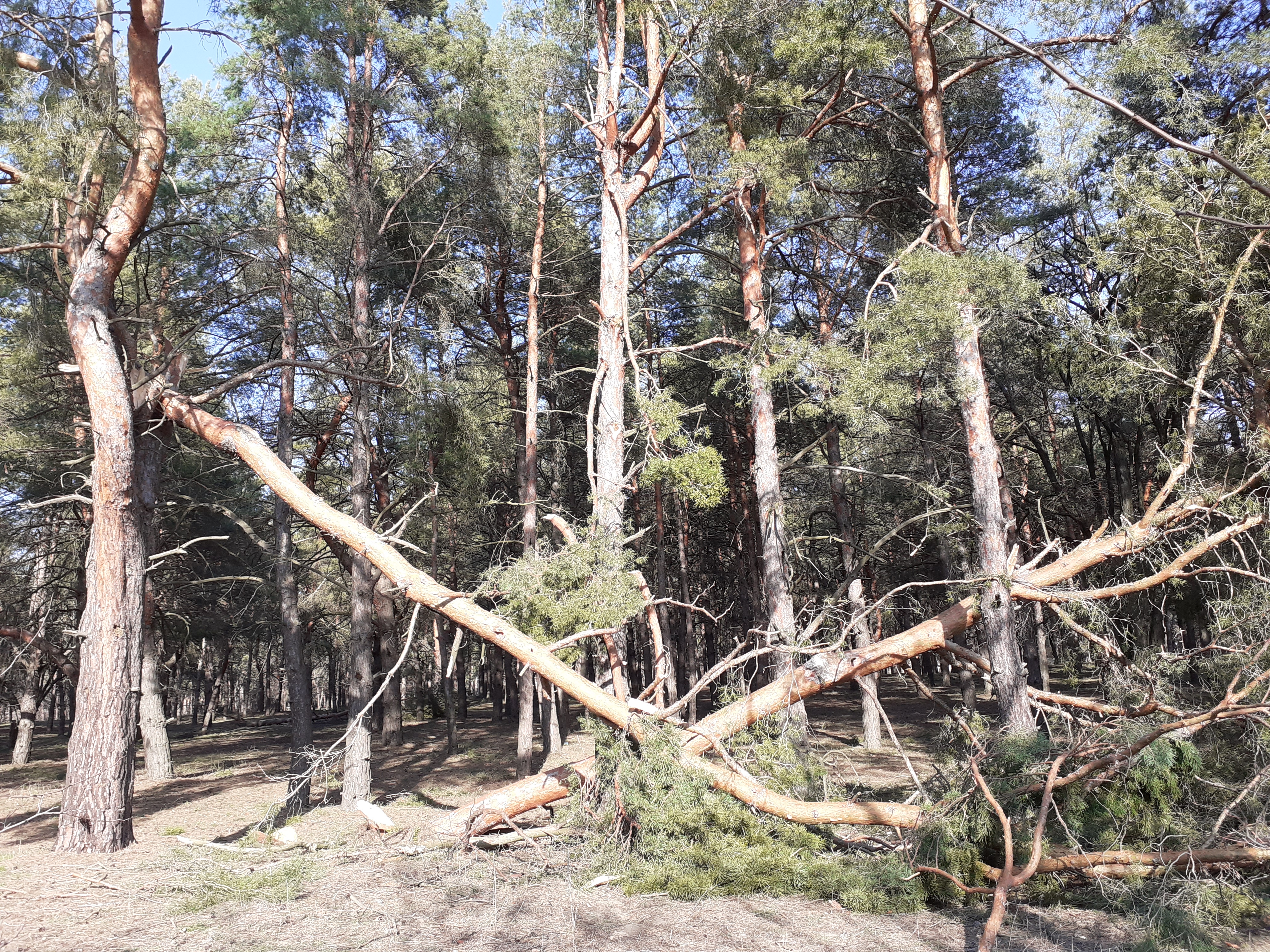
Наслідки буревію в сосновому лісі. Миколаїв.

2 листопада 2021 року, у межах кліматичної конференції COP 26 Україна разом із ще понад 100 країнами, підписала Декларацію про ліси та землекористування. Її підписанти заявляють про наміри посилити свої дії заради збереження лісів та інших екосистем, а також впровадити і, якщо треба, переглянути політики у сфері сільського господарства, аби забезпечити продовольчу безпеку без шкоди для довкілля.
За даними Національного кадастру викидів парникових газів 2019 року, в Україні сільське господарство відповідальне за 13% від усіх викидів парникових газів. Галузь лісового господарства та землекористування (LULUCF), яка зазвичай вважається такою, що поглинає парникові гази, у 2018-2019 роках натомість, також була джерелом викидів діоксиду вуглецю. Серед причин такого становища — збільшення втрати органічного вуглецю ґрунтами, несталі практики лісового господарства, розорювання пасовищ та сіножатей.

### КНР
В Китайській Народній Республіці, де в минулі часи відбувалося величезне знищення лісів, урядом був ухвалений закон, згідно з яким кожен працездатний громадянин у віці від 11 до 60 років зобов'язаний садити від трьох до п'яти дерев на рік, або виконати відповідну роботу в інших лісових службах. Уряд стверджує, що принаймні 1 мільярд дерев висаджувалось в Китаї щорічно, починаючи з 1982 року. Сьогодні цього вже не потрібно, але тим не менше 12 березня щороку відзначається в Китаї як «Свято посадки лісу».
У червні 2003 року Центральний комітет Комуністичної партії Китаю та Державна адміністрація лісового господарства оприлюднили "Рішення про прискорення розвитку лісового господарства" (关于加快林业发展的决定). За підсумками програми лісовідновлення "Національне лісове місто" (2004р.) відбулось величезне озеленення міських громадських територій: у столиці було висаджено 54 мільйони дерев на площі більш ніж 70 тисяч гектарів. Наприклад, рівень озеленення лісу в районі Яньцін сягає 74%.
Крім того, було ухвалено проєкт «Зеленого муру Китаю», який спрямований на припинення розширення пустелі Гобі, шляхом висадження дерев. Однак, через велику частку відмирання дерев (здебільшого тополь, після посадки до 75 %), цей проєкт вважається не дуже успішним.
Загалом, починаючи з 1970-х років, в Китаї площа лісів була збільшена на 47 млн га, і загальна кількість дерев склала близько 35 млрд. Якщо 20 років тому лісами було покрито 12 % території Китаю, то згодом ця цифра вже становила 16,55 %.

### Індонезія
На острові Ява в Індонезії 2009 року, кожна пара молодят зобов'язана посадити 10 дерев, натомість кожна пара, що подає на розлучення, повинна посадити 50 дерев. Це робиться задля боротьби зі знелісненням острова.

### Лісовідновлення в колишньому СРСР
1948 року, за пропозицією Йосипа Сталіна (Джугашвілі), було ухвалено так званий «Сталінський план перетворення природи», згідно з яким розпочався далекосяжний наступ на посуху в степах, шляхом створення лісозахисних насаджень (разом з іншими заходами). Протягом 15 років (1950–1965 р.р.) передбачалося виростити лісосмуги на площі, що перевищує 4 млн га. Вперше в історії створювалися великі державні полезахисні смуги, загальна довжина яких перевершувала 5 300 км.
Насправді, загалом було посаджено 2,280 млн. га захисних рослин. У підсумку, було досягнуто певного усталення степових біоценозів. Водночас, на здобутках негативно позначилася недостатня вивченість природи степів, чисто бюрократичне втручання стосовно впровадження цієї програми, і належною мірою не було враховано досвід роботи докучаєвських ділянок, та інше.
Вплив дії посадки лісових смуг на врожайність полів, які вони охороняли, досягав таких розмірів: врожайність зернових культур збільшувалася на 25-30 %, овочевих — на 50-75 % і трав — на 100—200 %. Велику справжню віддачу мали й інші складові плану перетворення природи.
Однак після смерті Сталіна, вважається, що виконання плану було згорнуто. Тим не менше, навіть того, що вдалося здійснити, вистачило країні аж до 1970-х років, були уповільнені процеси ерозії ґрунту, призупинено виведення її з корисного господарського обороту.
Існує думка, ніби згодом, ідеї розробленого в колишньому СРСР плану, впроваджувалися в США, Китаї, країнах Африки, Західній Європі. Тільки називали це не планом перетворення природи, а створенням зелених екологічних каркасів.

## Основні проблеми лісовідновлення
Великої шкоди завдають лісовідновленню великі ссавці (особливо лосі), які живляться пагонами молодих деревних рослин, обгризаючи кору і ламаючи вершинні пагони. Дуже негативно впливає невдало організоване випасання худоби, особливо в лісах гірських районів. Так, невпорядковане випасання худоби часто-густо призводило до зникнення лісу на великих площах, розвитку ерозії на гірських схилах, погіршення водного режиму річок і багатьох інших неприємних явищ.
Для зменшення ерозії  корисно висаджувати багаторічні трави, наприклад стевію, з захистом від вимерзання взимку.
Крім того, надзвичайно загрожують молодому підросту кози та вівці, тож доступ їх до лісу повинен бути дуже обмеженим.